# Abshof
Abshof ist eine Hofschaft in der Gemeinde Wipperfürth im Oberbergischen Kreis im Regierungsbezirk Köln in Nordrhein-Westfalen (Deutschland).

## Lage und Beschreibung
Abshof liegt im Floßbachtal an der Kreisstraße K18 von Grunewald zur Jörgensmühle. Nachbarorte sind Bergesbirken, Hermesberg,  Grunewald, Graben und Oberflosbach.
Der Ort gehört zum Gemeindewahlbezirk 150 und damit zum Ortsteil Thier.

## Geschichte
1548 wurde der Ort erstmals urkundlich erwähnt. „Abbas Houv“ wird in den Listen der bergischen Spann- und Schüppendienste genannt.
Wie viele Orte in Wipperfürth ist Abshof landwirtschaftlich geprägt. In Abshof gab es einen Reiterhof, ab Ende 1952 auch eine provisorische Reithalle, die 1962 aber durch einen Neubau in einem Nachbarort ersetzt wurde.

## Wirtschaft
Ein ortsansässiges Unternehmen ist die Hundeschule Work and Fun, die seit 1997 existiert und dort ein Trainingsgelände betreibt. Die Schule wurde aufgrund von Umzügen des Besitzers aber nach einigen Jahren wieder geschlossen.

## Verkehr
Abshof ist über die Haltestelle „Grunewald“ der VRS/OVAG-Linie 332 an den ÖPNV angebunden.